# Најпергов попис из 1718.
Најпергов попис из 1718. је државни извештај Аустријског комесара за разграничавање у Србији. Данас је то један од значајнијих извора, који иако не даје етнички састав становништва северне Србије, па и попис свих насеља, омогућава историчарима и другим истраживачима да упоређивањем са нешто каснијим изворима донесу неке закључке о етничком саставу становништва. При коришћењу овог пописа у истраживањима треба имати у виду да Најперг није дао попис места у Градиштанском, Рамском, Кучајнском и Пожареваком дистрикту.

## Предуслови
Након Османског пописа Смедеревског санџака из времена владавине цара Мурата III, с краја 16. века више од 100 година није вршен попис становништва ових крајева Србије све до након Пожаревачког мира 1718. године, када је над северном Србијом успостављена аустријска власт, која је трајала од 1718 — 1739. године. Већи део ове новоосвојене територије јужно од Саве и Дунава која је ушла у састав Хабзбуршке монархије, назван је Краљевина Србија (Königreich Serbien), и проглашена за апсолутно краљевско власништво, тј налазила се под управом Дворског Ратног Савета и Дворске Коморе, а мањи део, нахије Кривина и Крајина и пусте Хомољске планине прикључене су већ више од једног века постојећем Темишварском Банату. Након привремене војне управе, наложено је да се по моделу Темишварског Баната и у Краљевини Србији уведе администрација којом ће руководити принц Карло Александар Виртембершки као председник.
Када је Аустрија запосела северну Србију 1718. године овај простор је био запуштен, ратом опустошен и готово расељен. Након ратова који су вођени од 1683. до 1689. године и од 1716 до 1718. године неке нахије у Србији остале су готово пусте.
Аустрија је у Србији од 1718. до 1738. године организовала привреду, друштво и управу имајући у виду специфичност земље и њеног положаја као најизложеније области према Турском Царству. Ипак и то кратко време аустриске окупације, имао је лош утицај на тежак положај народних маса у Србији под великим пореским притиском, под суровим режимом цивилне и војне управе, под политиком католичке цркве. Живот у окупацираној Србији, на њен народ оставио је лоћ утисак, така да се он слабо одазвао да учествује у новом рату Аустрије и Турске од 1737. до 1739. године.

## Временски оквир и простор
Временски оквир у коме је обављен Најпергов попис је веома јасан. То је период између Пожаревачког мира 1718. године, којим је озваничено хабзбуршко освајање једног дела Србије, и Београдског мира 1739. године, када се после двадесет година аустријске владавине ова територија враћа у оквире Отоманског царства. За то време трајала је војна, административна, верска и грађанска управа са својим институцијама и представницима. 
У односу на границе успостављене Пожаревачким миром, из новоосноване Краљевине Србије, издвојено је седам дистриката – Кључки, Крајински, Кривински, Хомољски, Кучајнски, Мајданпечки и Голубачки, и подређено Банатској администрацији.

## Опште информације о попису
По извештају комесара за разграничавање у Србији грофа Најперга, у Крагујевачкој нахији долазило је 1718. године на 38 насељених села 160 ненасељених, у Ресавској нахији на 16 насељених села 54 пуста. У осталим нахијама Србије које је запосела Аустрија нису биле тако лоше разлике између насељених и ненасељених места; поред свега тога, по Д. Пантелићу, у Србији је тада налазило 386 ненасељених села на 664 насељена, дакле на 8 насељених села долазило је 5 пустих. По попису становништва у Србији 1720. године, према Алтеру, чиновнику Дворског коморског већа, она је имала једва четири хиљаде породица. 
У Најперговом попису из 1718. године, овако је приказан попис неких села:
Хомољски дистрикт (Des Humolier Distrikts)
У овом дистрикту пописано је 10 села (без навођења њихових имена) са укупно 80 домова.
Дистрикт Поречка река
У попису овог дистрикта наводи се 15 села и 60 домова.
Мајданпечки дистрикт
У попису овог дистрикта наводи се 10 села и 80 домова.
Ресавски дистрикт
За разлику од напред наведених дистрика, за Ресавски дистрикт су поименично наведана насељена места и пуста села. Од насељених места навдена су: 
- Ressova (12, Орашје из српских пописа из тог времена – данашњи Деспотовац),
- Sivaniza (8 домова, Свилајнац),
- Zverencka (5),
- Recavabaz (8, вероватно Ресавица),
- Ploffanj (2 дома, вероватно Гложане),
- Janzi (6 домова, Ђонци),
- Medvedia (5 домова, Медвеђа),
- Vascko (6 домова, вероватно Војска),
- Papaviz (7 домова, Поповић),
- Krapovitz (4 дома, Грабовац или вероватније Грабовица),
- Pogaroz (3),
- Panovaz (4 дома, Пањевац),
- Sallna (8 домова, Сење),
- Reffna (5 дома, Равна – Ћуприја),
- Iban Roschi (2 дома)
- Tortivaz (4 дома, Трућевац).[6][4]

На основу Најперовог пописа из 1717. и 1718. године Душан Поповић је дошао до података да у Србији посоје: 782 насељена места са 3.950 газдинстава. Међутим, само три године касније у једном попису из 1721. године, Србија је имала у оквиру Београдске администрације, без Београда и Крајине, 5.487 коморских и 533 војничких сељачких поседа, или скупа 6.020.